# Jose Bonilla (boxe anglaise)
Jose Bonilla est un boxeur vénézuélien né le 19 novembre 1967 à El Tigre et mort le 14 juin 2002.

## Carrière sportive
Passé professionnel en 1990, il devient champion du Venezuela des poids mouches en 1992 puis champion du monde WBA de la catégorie le 24 novembre 1996 après sa victoire aux points contre Somchai Chertchai. Bonilla conserve son titre à trois reprises avant d'être à son tour battu par Hugo Rafael Soto le 29 mai 1998. Il met un terme à sa carrière l'année suivante sur un bilan de 26 victoires, 5 défaites et 1 match nul.